# Boldizsár Ildikó
Boldizsár Ildikó (Dunaújváros, 1963. március 10.) magyar szerkesztő, mesekutató, író, kritikus, esszéista, etnográfus, meseterapeuta; a Metamorphoses Meseterápiás Módszer megalkotója.

## Életpályája
Az Eötvös Loránd Tudományegyetem esztétika–magyar–népművelés szakán végzett 1986-ban.   
Az egyetem után hét évig szerkesztőként dolgozott az Országos Széchényi Könyvtár Új Könyvek Szerkesztőségében. 1987 és 1993 között a Magyar Tudományos Akadémia Néprajzi Kutatóintézetében volt mesekutató ösztöndíjas, a Magyar Tudományos Akadémia Doktori Tanácsától 1999-ben kapta meg a néprajztudomány kandidátusa címet. 1993–1996 között a Pesti Szalon Könyvkiadóban volt felelős szerkesztő.  
1999–2003 között a Nemzeti Tankönyvkiadó Társadalomtudományi Szerkesztőségét vezette főszerkesztőként, majd 2008 januárjáig a Magvető Kiadóban volt főszerkesztő. 2010-2014 között a Meseterápia Központ szakmai vezetője volt. 2014 januárjában megalapította a Metamorphoses Meseterápiás Egyesületet, amelynek elnöke. 2018-tól az Eszterházy Károly Egyetem alkotó-fejlesztő meseterápia szakirányú továbbképzésének oktatója.  

## Főbb művei
- Wilhelm Hauff: A szarvastallér legendája. Válogatás Hauff meséiből (Móra Kiadó, 1989)
- Amália álmai – Mesék a világ legszomorúbb boszorkányáról (Budapest, 1991)
- Wilhelm Hauff minden meséje művelt ifjak és lányok részére (Pesti Szalon Kiadó, 1996)
- A Fekete Világkerülő Ember meséi (Elektra Kiadóház, 1997)
- A három királyleány. Magyar tündérmesék (Palatinus Kiadó, 1999)
- Esti tündérmesék (Novella Kiadó, 2001)
- Esti mesék a szeretetről (Novella Kiadó, 2001)
- Esti állatmesék (Novella Kiadó, 2002)
- Az egynapos király. Tréfás mesék (Palatinus, 2001)
- Az álomlátó fiúk. Furfangos mesék (Palatinus, 2002)
- A macskacicó. Magyar tündérmesék (Palatinus, 2001)
- Esti mesék fiúknak (Novella, 2003)
- Esti mesék lányoknak (Novella, 2003)
- Varázslás és fogyókúra. Mesék, mesemondók, motívumok (Budapest, 1997. 2. kiadás: Debrecen, 2003.)
- Mesepoétika. Írások gyerekekről, mesékről, könyvekről (Akadémiai Kiadó, 2004)
- Sárkányölő Sebestyén. Sárkányos magyar népmesék (Palatinus, 2004)
- Esti mesék a boldogságról (Novella, 2005)
- Mesék az élet csodáiról (Readers Digest, 2005)
- Mesék férfiakról – nőknek (Magvető, 2007)
- Mesék nőkről – férfiaknak (Magvető, 2007)
- Muzsikáló mesék (Rózsavölgyi, 2007)
- Boszorkányos mesék (Móra Kiadó, 2007)
- Mesék anyákról (Magvető, 2008)
- Mesék apákról (Magvető, 2008)
- Mesék életről, halálról és újjászületésről (Magvető, 2009)
- Királylány születik (Naphegy Kiadó, 2009)
- Coi aussi, tu es née princesse (Planete Revéé, 2010)
- Narodziny ksiezniczki (Námás, 2010)
- Meseterápia (Magvető Kiadó, 2010)
- Királyfi születik (Naphegy Kiadó, 2011)
- A csuka parancsára. Orosz népmesék (Manó Könyvek, 2011)
- Mesék testvérekről testvéreknek (Magvető, 2012)
- Mesekalauz úton lévőknek. Életfordulók meséi (Magvető Kiadó, 2013)
- Mesék boldog öregekről (Magvető, 2014)
- Meseterápia a gyakorlatban (Magvető, 2014)
- Az elveszett madártoll. Beszélgetős mesekönyv; OBDK, Bp., 2016 (Gyermekjogi mesék)
- Esti tündérmesék; vál. Boldizsár Ildikó; Móra, Bp., 2016
- Életválságok meséi. Mesekalauz útkeresőknek; Magvető, Bp., 2016
- Igazi karácsony; ill. Szimonidesz Hajnalka, közrem. Farkasházi Réka és a Tintanyúl, kerettörténet, hangjátékrend. B. Török Fruzsina; Kolibri, Bp., 2017 + CD
- Hamupipőke Facebook-profilja. Meseterápiás esetek; Jelenkor, Bp., 2018
- A királyné, aki madárnak képzelte magát. Meseterápiás csoporttörténetek; Jelenkor, Bp., 2019
- A fiú, aki varjúvárról álmodott; Naphegy, Bp., 2020
- Hogyan szerzett vizet a kiszáradt kút; Magvető, Bp., 2020
- Hogyan látják a pszichológusok A kis herceget?: Tanulságos életleckék felnőtteknek. Budapest: Lettero. 2021.  ISBN 978-615-5685-09-5  (F. Várkonyi Zsuzsával, Mérő Lászlóval, Muszbek Katalinnal, Szél Dáviddal, Tari Annamáriával)

## Hangoskönyvek
- Boldizsár Ildikó: Mesék a szerelemről, Meseterápia
- Boldizsár Ildikó: Mesék útkeresőknek, Meseterápia
- Boldizsár Ildikó: Születésmesék

## Díjak, elismerések
- Móricz Zsigmond-ösztöndíj (1991, 1997)
- Az Év Könyve Artisjus-díj (1992)
- Év Gyermekkönyve díj (1998, 2005)
- Hundidac ezüstdíj a 2. osztályos olvasókönyvért
- Hundidac aranydíj a 3. osztályos olvasókönyvért
- Fitz József-díj (2002)
- Aranyalma-díj (2003)
- Év Könyve IBBY-díj (2005)
- József Attila-díj (2006)
- Rotary irodalmi díj (2009)

## Családja
Három gyermeke és két unokája van.